# Communauté de communes Sources de la Loire
La communauté de communes Sources de la Loire est une ancienne communauté de communes française, située dans le département de l'Ardèche en région Auvergne-Rhône-Alpes.
En 2017, la Communauté de communes de la Montagne d'Ardèche est créée à partir de la fusion des communautés de communes de Entre Loire et Allier, Cévenne et Montagne ardéchoises et des Sources de la Loire.

## Historique
Créée par arrêté préfectoral du 20 décembre 2005.
- 20/12/2005 : Création et adhésion des communes de : Le Béage, Cros-de-Géorand, Mazan-l'Abbaye, Le Roux, Sagnes-et-Goudoulet, Saint-Cirgues-en-Montagne, Sainte-Eulalie et Usclades-et-Rieutord
- 09/05/06 : Modification de l'article 9 des statuts
- 27/02/07 : Modification de l'article 5 des statuts
- 25/09/07 : Modification de l'article 7 des statuts
- 26/05/08 : Modification de l'article 7 des statuts

Le schéma départemental de coopération intercommunale de 2015 impose la fusion — l'intercommunalité affichant une population inférieure à 5 000 habitants — avec les communautés de communes Cévenne et Montagne ardéchoises et Entre Loire et Allier, ainsi que l'ajout des communes de La Rochette, Borée, Saint-Martial dans le département de l'Ardèche et l'intégration de la commune de Lafarre, dans le département de la Haute-Loire.
La version adoptée en mars 2016 confirme ce projet de fusion, mais en intégrant en plus les communes d'Astet et de Lachamp-Raphaël.

## Territoire communautaire

### Géographie
La communauté de communes est située à l'ouest du département de l'Ardèche.

### Composition
Elle est composée des huit communes suivantes :
| Nom                               | Code Insee | Gentilé         | Superficie (km2) | Population (dernière pop. légale) | Densité (hab./km2) |
| --------------------------------- | ---------- | --------------- | ---------------- | --------------------------------- | ------------------ |
| Saint-Cirgues-en-Montagne (siège) | 07224      |                 | 21,78            | 224 (2014)                        | 10                 |
| Le Béage                          | 07026      | Béageais        | 32,83            | 277 (2014)                        | 8,4                |
| Cros-de-Géorand                   | 07075      |                 | 43,39            | 162 (2014)                        | 3,7                |
| Mazan-l'Abbaye                    | 07154      | Mazanais        | 44,79            | 133 (2014)                        | 3                  |
| Le Roux                           | 07200      | Rossignols      | 16,43            | 48 (2014)                         | 2,9                |
| Sagnes-et-Goudoulet               | 07203      | Sagnerous       | 25,02            | 125 (2014)                        | 5                  |
| Sainte-Eulalie                    | 07235      | Sainte-Eulalais | 22,11            | 218 (2014)                        | 9,9                |
| Usclades-et-Rieutord              | 07326      |                 | 12,46            | 128 (2014)                        | 10                 |

### Démographie
| 1968  | 1975  | 1982  | 1990  | 1999  | 2008  | 2013  |
| ----- | ----- | ----- | ----- | ----- | ----- | ----- |
| 2 932 | 2 387 | 2 047 | 1 805 | 1 519 | 1 429 | 1 356 |

## Politique et administration

### Siège
Le siège de la communauté de communes est situé à Saint-Cirgues-en-Montagne.

### Les élus
La communauté de communes est gérée par un conseil communautaire composé de 17 membres représentant chacune des communes membres.
Ils sont répartis comme suit :
| Nombre de délégués | Communes                                           |
| ------------------ | -------------------------------------------------- |
| 4                  | Le Béage                                           |
| 3                  | Saint-Cirgues-en-Montagne, Sainte-Eulalie          |
| 2                  | Cros-de-Géorand, Mazan-l'Abbaye                    |
| 1                  | Le Roux, Sagnes-et-Goudoulet, Usclades-et-Rieutord |

### Présidence
Président : Patrick Coudène (maire du Roux)
Vice-présidents :
- Didier Moulin ;
- Joseph Peyronnet (maire de Sainte-Eulalie) ;
- Eric Lespinasse (maire de Saint-Cirgues-en-Montagne).

### Compétences
- Collecte des déchets des ménages et déchets assimilés
- Aide sociale
- Action de développement économique (Soutien des activités industrielles, commerciales ou de l'emploi, Soutien des activités agricoles et forestières...)
- Construction ou aménagement, entretien, gestion d'équipements ou d'établissements culturels, socioculturels, socio-éducatifs, sportifs
- Activités péri-scolaires
- Études et programmation
- Création, aménagement, entretien de la voirie
- Signalisation
- Tourisme
- Opération Rurale Collective (ORC)
- Opération programmée d'amélioration de l'habitat
- Préfiguration et fonctionnement des Pays
- Gestion d'un centre de secours

### Régime fiscal et budget
La communauté de communes applique la fiscalité additionnelle.